# Damjan Raguž
Damjan Raguž (Aladinići, 12. srpnja 1943. – Mostar, 11. listopada 2018.) bio je hrvatski katolički svećenik i kulturni djelatnik iz Bosne i Hercegovine.

## Životopis
Rodio se od oca Vidoja i majke Ljube (rođ. Krmek) 12. srpnja 1943. u Aladinićima kod Stoca, jer je roditeljska kuća u Prenju bila spaljena. Otac je stradao na Križnom putu krajem Drugoga svjetskog rata te je odrastao uz majku. Osnovnu četverogodišnju školu pohađao je u Prenju (1950.–1954.), i dva razreda osmogodišnje na Aladinićima (1955.–1957.). U sedmom je razredu bio izbačen iz škole zbog sukoba s profesorom. U školu nije išao od svoje 14. do 19. godine. Učio je svirati klavir i harmonij te godinu dana harmoniku u Metkoviću. Nakon toga se zaposlio se na poljoprivrednim dobrima.
Vojsku je služio od 1963. do 1965. u Trogiru, Solinu, Splitu i Trebinju. Poslije odsluženja, položio je 7. i 8. razred osmoljetke u Aladinićima. Jeseni 1965. odlazi u Dubrovnik u Biskupijsko sjemenište. Ondje mu je bilo dopušteno u jednoj godini položiti dva razreda te je klasičnu gimnaziju završio na proljeće 1968. godine. Iste je godine najesen odlazi u splitsku bogosloviju. Od 1973. do 1975. bio je prefekt u splitskom sjemeništu.
Za đakona Trebinjsko-mrkanske biskupije zaređen je u Splitu 1973. godine. Zaredio ga je Ivo Gugić, splitski pomoćni biskup. Tri mjeseca poslije, 1. srpnja 1973., nakon završene pete godine studija zaredio ga je u Prenju za svećenika apostolski upravitelj trebinjsko-mrkanski Petar Čule. Mladu misu slavio je na Veliku Gospu. Po okončanoj šestoj godini studija, ostao je prefekt u Splitu do ljeta 1975., nakon čega je obnašao dužnost župnog vikara u Gabeli. U proljeće 1977. osnovana je nova župa, Gabela Polje, te je Raguž imenovan njezinim prvim župnikom. Na toj dužnosti ostaje do 1993. godine. Ondje je podigao župnu crkvu Presvetoga Trojstva, župnu kuću i filijalnu crkvu Sv. Ane i Joakima u gabeoskim Crnićima.
Bio je zatim župnik u Studencima od 1993. do 2009. godine, a 2006. je imenovan i dekanom. Tamo je pokrenuo župni list „Povezanost” 1996. godine, osnovao Hrvatsko kulturno umjetničko društvo „Studenčica” i mandolinski orkestar „Zlatno srce”. Povodom 90. obljetnice župe, a na molbu župnika i župljana, biskup je 1998. Studence proglasio biskupijskim svetištem Presvetoga Srca Isusova. U Zvirovićima je don Damjan gradio filijalnu crkvu Gospinih roditelja sv. Joakima i Ane. Deset godina poslije bio je župnik župe sv. Petra i Pavla u Rotimlji. Od 2012. bio je također župni upravitelj Stjepan Krsta. Izdavao je župni list „Bios”, čiji je poseban broj u povodu stoljetnice rotimske župe objavio 2017. godine.
Nakon primopredaje župe biskup ga umirovljuje te odlazi u Svećenički dom u Mostaru. Tamo je doživio prometnu nesreću prelazeći cestu između Biskupskog ordinarijata i katedrale u Mostaru. Umro je u mostarskoj bolnici 11. listopada 2018. godine. Sprovodna Sveta misa bila je 12. listopada na groblju Trgovište u Prenju, a ukopan je u obiteljsku grobnicu.

## Spisateljska djelatnost
- „Rastimo u duhu” (Mostar, 2018.)

Pisao je vijesti i članke za listove Veritas, Glas Koncila, Dumo i njegov narod, Crkva na kamenu, Naša ognjišta itd.

### Knjige
- Perić, Ratko. 2021. Kriste, budi im život Ti!. Crkva na kamenu. Mostar. ISBN 9789926838294

### Članci
- Šutalo, Ivo. 2019. Pisano djelo biskupa Buconjića (PDF). Stolačko kulturno proljeće. Matica hrvatska Stolac. Stolac.  (17): 379–385

### Mrežne stranice
- Don Damjan preminuo nakon prometne nezgode. KTA BK BiH. Pristupljeno 12. veljače 2023.